# عبروان
عبروان هي قرية من العصر الساساني تقع في منطقة دشت بارين الريفية في التقسيم الإداري لأردشير خوار، في جنوب غرب مقاطعة فارس. قد يكون هذا مطابقًا تمامًا للمدينة الساحلية التي تحمل الاسم نفسه، عبروان، والتي عانت بشكل ملحوظ من الغارات العربية البدوية خلال فترة حكم شابور الثاني (حكم. 309–370 م). تشتهر عبروان بأنها مسقط رأس مهر نارسه، الوزير (وزورغ فرامادار) الساساني ليزدجرد الأول (حكم 399–420 )، وبهرام الخامس (حكم. 420–438)، ويزدجرد الثاني (حكم. 438–457) وبيروز الأول (حكم. 457–484). وقد بُنيَت العديد من المباني هناك في مهر نارسه، بما في ذلك معابد النار. كان أحد معابد النار يسمى مهرنرسيان، وكان لا يزال مشتعلًا حتى القرن الحادي عشر. كما أسس أربع قرى في جوار عبروان، حيث بُنيَت معابد النار على طول كل حديقة من بساتين النخيل والزيتون والسرو. ظلت هذه الأساسات بمثابة ملكية وراثية لأحفاد مهر نارسي حتى القرن الحادي عشر.
موقع عبروان غير مؤكد، ومن المفترض أنه يقع بين فيروز آباد وتواج.